# Ascheberg (Adelsgeschlecht)

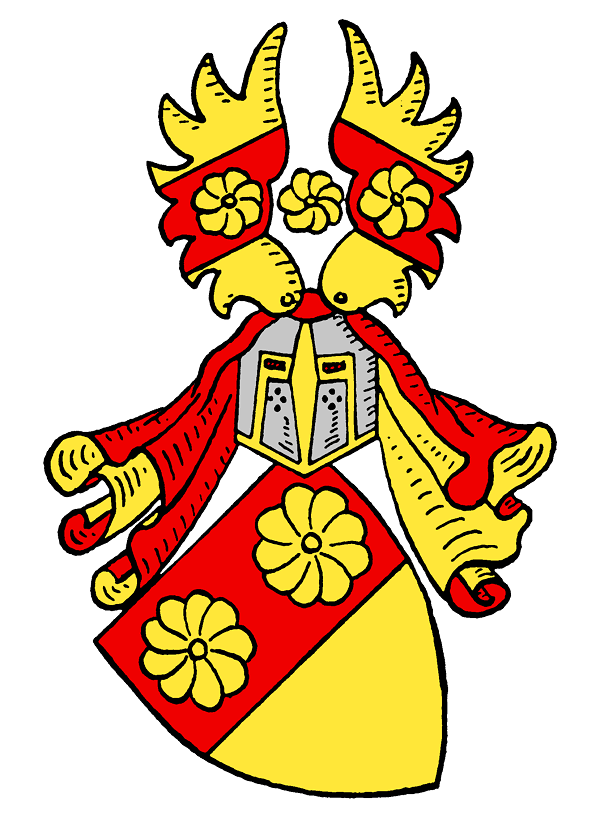
Stammwappen derer von Ascheberg

Ascheberg ist der Name eines westfälischen Uradelsgeschlechts, das zu den Vasallen der Bischöfe von Osnabrück gehörte. Der namensgebende Stammsitz liegt im Kreis Coesfeld.

## Geschichte
Im Jahr 1164 wurde die Burg Ascheberg von den Steinfurtern völlig zerstört.
Sie befand sich in der Nähe der Burg Steinfurt zu Burgsteinfurt. Im Jahr 1206 stiftete die letzte Verbliebene des Geschlechtes von Ascheberg, ihren ganzen ererbten Grundbesitz dem Kloster St. Ägidii in Münster, da war im Grundbuch die Burg Ascheberg schon nicht mehr vorhanden.
Das Geschlecht der Ascheberger bei Lüdinghausen erschien erstmals urkundlich 1243 mit dem Ritter „Godefridus de Asscheberghe“. Die Stammreihe begann erst 1317 mit „Ludgerus de Ascheberg“.
Rütger von Ascheberg wurde am 10. Dezember 1687 in den schwedischen Grafenstand erhoben. 1689 wurde er unter Nr. 23 in die Schwedische Ritterschaft introduziert. Er starb am 1. Februar 1722.
Es wird vermutet, dass ein Zusammenhang mit den gleichnamigen Edelfreien besteht, die erstmals 1168 mit einem „Burkhardus de Asscheberghe, nobilis“ urkundlich erschienen und die 1206 mit „Odelhildis matrona nobilis de Ascenberghe“ in diesem Stand letztmals urkundlich auftraten.

### Linien
Das Geschlecht teilte sich später in mehrere Linien.
- die kurländische, die den Titel Baron führte,
- die bayerische, seit 1814 Freiherrn,
- die ostpreußische mit Baronstitel,
- die schwedische, die 1673 den Freiherrentitel und 1687 den Grafentitel erhielt,
- die westfälische, Freiherren „seit alters her“.[8]

## Wappen
Blasonierung des Stammwappens: Von Rot über Gold geteilt. Oben zwei goldene Sonnenräder (oder Brakteaten), unten kein Bild. Auf dem Helm mit rot-goldenen Decken zwischen einem offenen goldenen, mit je einem Sonnenrad im roten nach außen absteigenden Schrägbalken belegten Flug ein schwebendes goldenes Sonnenrad.
Blasonierung des Grafenwappens von 1687: Zweimal geteilt, zweimal gespalten mit Herzschild wie das Stammwappen. Feld 1 in Blau ein gekrönter goldener Löwe, in der rechten Pranke eine goldene Rose haltend; Feld 2 in Rot ein silberner Flügelarm, ein silbernes Schwert zwischen zwei grünen Lorbeerzweigen haltend; Feld 3 in Silber ein rotgekleideter nach links galoppierender Reiter, schwertschwingend, auf schwarzen Rappen; Feld 4 in Gold ein blauer Balken, belegt mit einer goldenen Krone; Feld 6 in Rot ein doppelköpfiger silberner Kranich, in der rechten Kralle einen goldenen Stein haltend; Feld 7 in Silber auf grünem Rasen eine brennende zweitürmige Burg; Feld 8 in Schwarz auf grünem Rasen ein silberner Ritter, in der Rechten eine Pergamentrolle haltend; Feld 9 in Blau eine goldene Krone durch welche vier Standarten und vier Fahnen, abwechselnd rot und golden, gesteckt sind. Drei gekrönte Helme: I. mit blau-rot-goldenen Decken der Reiter aus Feld 3 vor den Standarten und Fahnen aus Feld 9, erstere jedoch hier gold-rot-gold-blau mit goldenen Fransen; II. rechts mit golden-rot-blauen und links schwarz-silbern-roten Decken ein wachsender goldener Löwe, mit der rechten Pranke eine goldene Rose emporhaltend, zwischen einem offenen goldenen Flug, die Flügel mit je einem Sonnenrad im roten nach außen absteigenden Schrägbalken belegt; III. mit schwarz-silbern-roten Decken ein wachsender silbern geharnischter Ritter, halten an goldener Stange eine nach links wehende blaue Fahne.

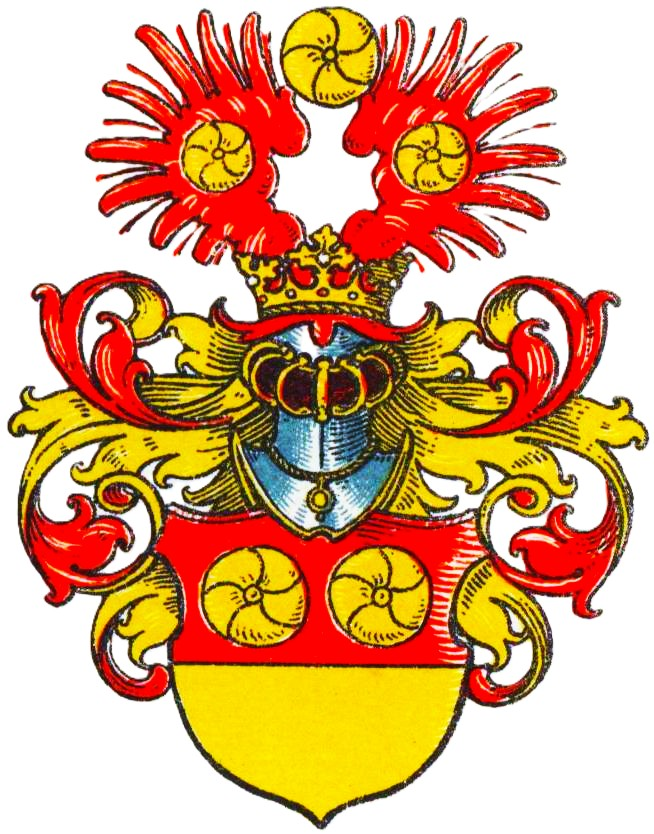
Wappen derer von Ascheberg im Wappenbuch des Westfälischen Adels
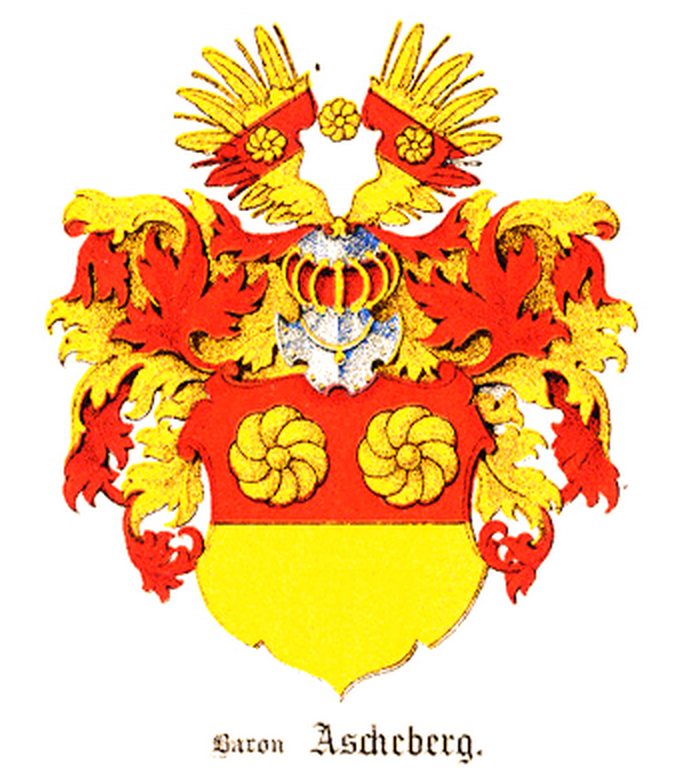
Wappen derer von Ascheberg im Baltischen Wappenbuch
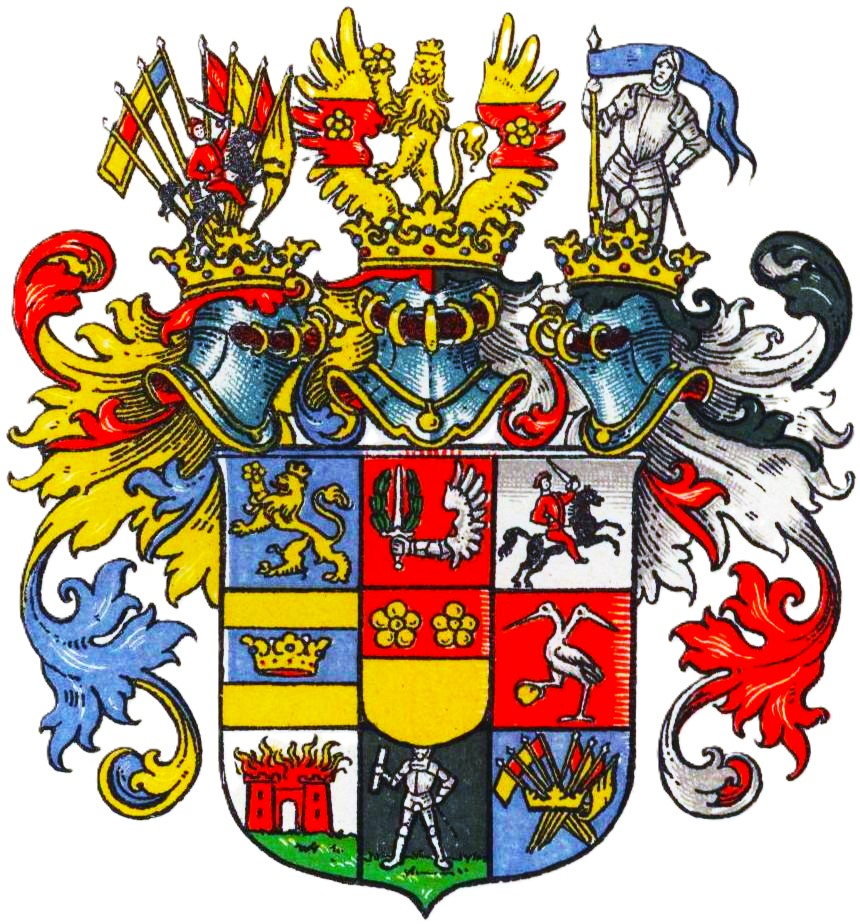
Wappen der Grafen von Ascheberg im Wappenbuch des Westfälischen Adels
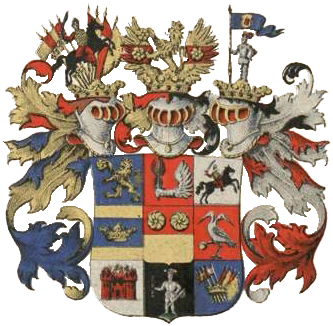
Wappen der Grafen von Ascheberg im Baltischen Wappenbuch

## Personen
- Heinrich von Ascheberg, mutmaßlicher Erbauer von Haus Byink im Jahr 1558
- Dietrich von Ascheberg (unbekannt –1632), Domherr in Hildesheim und Münster
- Rutger von Ascheberg (1621–1693), deutsch-baltischer Feldmarschall
- Ludger Engelbert von Ascheberg (1630–1677), Domherr in Münster
- Johann Detmar von Ascheberg (1649–1677), Amtsdroste in Werne
- Ursula Sophia von Ascheberg (1731–1811), Äbtissin des Stifts Nottuln
- Johann Matthias Kaspar Ascheberg (1737–1818), Landrat im Kreis Lüdinghausen
- Johann Wilhelm Christoph von Ascheberg (1749–1811), Steuerrat in Ostpreußen
- Sibylle Ascheberg von Bamberg (1888–1966), deutsche Malerin